# Marked Tree (Arkansas)
Marked Tree es una ciudad ubicada en el condado de Poinsett en el estado estadounidense de Arkansas. En el Censo de 2010 tenía una población de 2566 habitantes y una densidad poblacional de 174,33 personas por km².

## Geografía
Marked Tree se encuentra ubicada en las coordenadas 35°31′40″N 90°25′37″O / 35.52778, -90.42694. Según la Oficina del Censo de los Estados Unidos, Marked Tree tiene una superficie total de 14.72 km², de la cual 14.61 km² corresponden a tierra firme y (0.72%) 0.11 km² es agua.

## Demografía
Según el censo de 2010, había 2566 personas residiendo en Marked Tree. La densidad de población era de 174,33 hab./km². De los 2566 habitantes, Marked Tree estaba compuesto por el 67.3% blancos, el 30.09% eran afroamericanos, el 0.12% eran amerindios, el 0.08% eran asiáticos, el 0% eran isleños del Pacífico, el 0.9% eran de otras razas y el 1.52% pertenecían a dos o más razas. Del total de la población el 1.75% eran hispanos o latinos de cualquier raza.